# Liste von Sakralbauten in Gehrden
Die Liste von Sakralbauten in Gehrden nennt Kirchengebäude und andere Sakralbauten in Gehrden, Region Hannover, Niedersachsen.

## Liste
| Bild | Name                         | Ort      | Koordinaten                     | Konfession der Gemeinde |
| ---- | ---------------------------- | -------- | ------------------------------- | ----------------------- |
|      | Kapelle Ditterke             | Ditterke | 52° 20′ 9,1″ N, 9° 34′ 50,9″ O  | evangelisch-lutherisch  |
|      | Kapelle Everloh              | Everloh  | 52° 20′ 6,8″ N, 9° 36′ 17,7″ O  | evangelisch-lutherisch  |
|      | Friedhofskapelle Everloh     | Everloh  | 52° 19′ 58,3″ N, 9° 36′ 9,8″ O  | evangelisch-lutherisch  |
|      | Margarethenkirche            | Gehrden  | 52° 18′ 47,5″ N, 9° 36′ 3,2″ O  | evangelisch-lutherisch  |
|      | St.-Bonifatius-Kirche        | Gehrden  | 52° 18′ 55,1″ N, 9° 36′ 20,2″ O | römisch-katholisch      |
|      | Kapelle Lemmie               | Lemmie   | 52° 17′ 21,1″ N, 9° 36′ 25,9″ O | evangelisch-lutherisch  |
|      | Kirche zu den 10.000 Rittern | Lenthe   | 52° 21′ 26,4″ N, 9° 36′ 47,2″ O | evangelisch-lutherisch  |
|      | St.-Agatha-Kirche Leveste    | Leveste  | 52° 19′ 11,6″ N, 9° 33′ 13″ O   | evangelisch-lutherisch  |
|      | Kapelle Northen              | Northen  | 52° 20′ 45,4″ N, 9° 36′ 26,5″ O | evangelisch-lutherisch  |
|      | Kapelle Redderse             | Redderse | 52° 17′ 57,1″ N, 9° 33′ 51″ O   | evangelisch-lutherisch  |